# Барвиха
Вижте пояснителната страница за други значения на Барвиха.
Барвѝха (на руски: Барвиха) е селище в Московска област, Русия. Населението му е около 4 100 души (2010).
Разположено е на 252 метра надморска височина в Източноевропейската равнина, на 5 километра северно от Одинцово и на 22 километра западно от центъра на Москва. Основано е в средата на XIX век като курортно селище от земевладелеца генерал Александър Казаков. След установяването на комунистическия режим имението му е превърнато в правителствена резиденция, а през 30-те години на XX век до нея е изграден санаториум за висшата съветска номенклатура.

## Известни личности
Починали в Барвиха
- Станислав Говорухин (1936 – 2018), режисьор
- Георги Димитров (1882 – 1949), български политик